# Chile en los Juegos Paralímpicos de Sídney 2000
La participación de Chile en los Juegos Paralímpicos de Sídney 2000 fue la tercera actuación paralímpica de ese país, oficialmente organizada por la Federación Paralímpica de Chile (FEPARACHILE). La delegación chilena estuvo compuesta de 4 deportistas, todos hombres, que compitieron en 3 de los 19 deportes reconocidos por el Comité Paralímpico Internacional en esos Juegos Paralímpicos.

## Deportistas
Los deportistas chilenos que participaron en Sídney 2000 fueron:
| - Halterofilia (2): - Juan Carlos Garrido (potencia) - Víctor Valderrama (potencia) | - Atletismo (1): Víctor Gonelli (peso) - Natación (1): Gabriel Vallejos Contreras |

## Detalle por deporte

### Atletismo
Eventos de lanzamiento
| Atleta         | Evento | Final     | Final    |
| Atleta         | Evento | Distancia | Posición |
| -------------- | ------ | --------- | -------- |
| Víctor Gonelli | peso   | 8.47      | 8.º      |

### Halterofilia
Levantamiento de potencia
| Atleta              | Evento          | Total | Lugar |
| ------------------- | --------------- | ----- | ----- |
| Víctor Valderrama   | Masculino 75 kg | 172.5 | 10º.  |
| Juan Carlos Garrido | Masculino 48 kg | 142.5 | 6º.   |

### Natación
Masculino
| Atleta                     | Evento          | Preliminares | Preliminares | Final     | Final     |
| Atleta                     | Evento          | Tiempo       | Lugar        | Tiempo    | Lugar     |
| -------------------------- | --------------- | ------------ | ------------ | --------- | --------- |
| Gabriel Vallejos Contreras | 50 m libres S3  | 1:02.51      | 3.º          | 1:02.20   | 6.º       |
| Gabriel Vallejos Contreras | 50 m espalda S3 | -            | -            | 1:04.44   | 6.º       |
| Gabriel Vallejos Contreras | 50 m braza SB2  | 1:21.71      | 5.º          | Eliminado | Eliminado |
| Gabriel Vallejos Contreras | 100 m libres S3 | 2:12.75      | 4.º          | 2:11.49   | 8.º       |
| Gabriel Vallejos Contreras | 200 m libres S3 | -            | -            | 4:42.84   | 7.º       |